# Appilly
Appilly – miejscowość i gmina we Francji, w regionie Hauts-de-France, w departamencie Oise.
Według danych na rok 1990 gminę zamieszkiwało 515 osób, a gęstość zaludnienia wynosiła 113 osób/km² (wśród 2293 gmin Pikardii Appilly plasuje się na 523. miejscu pod względem liczby ludności, natomiast pod względem powierzchni na miejscu 917.).